# Länsväg 155
De Zweedse weg 155 (Zweeds: Länsväg 155) is een provinciale weg in de provincie Västra Götalands län in Zweden en is circa 23 kilometer lang. De weg ligt in het zuiden van Zweden bij de westkust. Een veerboot is onderdeel van deze route.

## Plaatsen langs de weg
- Göteborg
- Hjuvik
- Hönö
- Öckerö

## Knooppunten
- E6 bij Göteborg (begin)